# Krauser MKM 1000
Die Krauser MKM 1000 war ein exklusives Sportmotorrad von Krauser in Mering, das auf der Baureihe R 100 von BMW entwickelt wurde. 

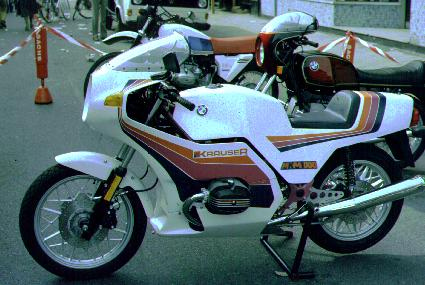
Krauser MKM 1000 (Zweiventiler)

## Geschichte und Technik
Die bereits 1980 vorgestellte Krauser MKM 1000 hatte einen völlig neu entwickelten  Gitterrohrrahmen. Er basierte auf der Diplomarbeit von Peter Zettelmaier und bestand aus 52 geraden und 4 leicht gebogenen Chrom-Molybdän-Stahlrohren. Der Rahmen wog mit 11,6 kg über 6 kg weniger als der Serienrahmen der BMW R 100 S. 
Der neue Motorradrahmen erlaubte eine breitere Hinterradschwinge und damit einen breiteren Hinterradreifen (130/80–18 statt 4.00–18); dazu wurde der Federweg der Teleskopgabel reduziert, auch um den Schwerpunkt zu senken. Als Antrieb diente der serienmäßige BMW-Zweiventilmotor der CS mit 70 PS (51 kW) bei 7000/min. Der als Verkleidungs- und Kofferlieferant bekannte Motorradzubehörhändler Mike Krauser (1927–1991) lieferte seine charakteristische „Krauser-Verkleidung“. Die Fahrleistungen der Krauser MKM 1000 unterschieden sich trotz ihres exklusiven Fahrwerkskits jedoch nicht von denen des Serienmodells BMW R 100 S. 
1982 wurde die Krauser MKM 1000/4 mit einem von Willi Roth entwickelten Vierventil-Zylinderkopf vorgestellt. Als Basis diente wiederum der BMW R 100 CS-Motor mit zwei 40-mm-Bing-Gleichdruckvergasern. Die Stoßstangen betätigten nun über doppelte Gabelkipphebel die Ventile. Damit leistete der Boxermotor, nicht nur nominell, sondern auch auf dem Prüfstand 12 PS mehr als der Serienmotor, was zu einer um 12 km/h höheren Endgeschwindigkeit führte. 1983 war die Krauser MKM 1000/4 zu einem Preis von 27.000 DM lieferbar, während die Zweiventiler für 25.000 DM angeboten wurde. Der Vierventilkopf wurde auch als Umrüstkit für Serien-BMW zum Preis von 2.600 DM angeboten. Noch 1988 wurde die Krauser MKM 1000/4 als Einzelanfertigung angeboten. Insgesamt sollen 237 Krauser MKM 1000 verkauft worden sein.